# Pantanodon
Pantanodon é um género de peixe da família Poeciliidae.
Este género contém as seguintes espécies:
- Pantanodon madagascariensis
- Pantanodon sp. nov. 'Manombo'
- Pantanodon stuhlmanni